# Schefflera membranifolia
Schefflera membranifolia är en araliaväxtart som beskrevs av Bui. Schefflera membranifolia ingår i släktet Schefflera och familjen araliaväxter.
Artens utbredningsområde är Vietnam. Inga underarter finns listade.